# 정진운
정진운(鄭珍雲, 1991년 5월 2일~)은 대한민국의 가수, 배우로 2AM의 멤버이다.

## 학력
- 백암고등학교
- 대진대학교 연극영화학부

## 음반 목록

### 싱글
| 제목     | 정보 | 가온 앨범 차트 | 가온 앨범 차트 | 가온 앨범 차트 | 판매량        |
| 제목     | 정보 | 주간           | 월간           | 연간           | 판매량        |
| -------- | --- | -------------- | -------------- | -------------- | ------------- |
| 《WILL》 | - 발매일: 2016년 6월 9일 - 발매사: 로엔엔터테인먼트 - 기획사: 미스틱엔터테인먼트 - 포맷: CD, 디지털 다운로드 | 17             | 65             | -              | - KOR: 1,164+ |

### 디지털 싱글
- 2011: 〈걸어온다〉
- 2012: 〈지금이 아니면〉
- 2017: 〈Set Me Free〉
- 2017: 〈Love is true〉
- 2018: 〈널 잊고 봄〉
- 2018: 〈Koong! Pop!〉

## 가수 외 활동

### 예능
- MBC every1 《가족이 필요해 시즌3》
- MBC 《우리결혼했어요 Season 2》
- E! TV 《아이돌! 막내반란시대》
- SBS 《태극기 휘날리며》
- Mnet 《엠카운트다운》 MC
- MBC 《무한도전》 조정특집
- SBS 《정글의 법칙 in 얍》
- JTBC 《학교 다녀오겠습니다》
- SBS 《정글의 법칙 히든 킹덤》
- MBN 《야생셰프》
- SBS 《동상이몽, 괜찮아 괜찮아》
- JTBC 《히트메이커》
- JTBC 《천하장사》
- MBC 《미스터리 음악쇼 복면가왕》 1승 더하기 가왕 빼기
- Mnet 《음악의신2》
- KBS2 《뮤직뱅크》 ... 진행
- JTBC 《천하장사》
- KBS2 《수상한 휴가》
- XTM 《REBOUND》
- O'live 《8시에 만나》
- tvN 《버저비터》
- MBC 《은밀하게 위대하게》
- SKY TV 《술로라이프》
- SBS 《정글의 법칙 in FIJI》
- tvN 《김무명을 찾아라》
- KBS2 《배틀 트립》 여행 게스트
- tvN 《서울메이트》 호스트
- MBC 에브리원 《할 말 있어, 오늘》
- JTBC 《아는형님》
- MBC 《구해줘! 홈즈》

### 드라마
- 2012년 KBS 2TV 《드림하이 2》 - 진유진 역
- 2014년 tvN 《연애 말고 결혼》 - 한여름 역
- 2016년 JTBC 《마담 앙트완》 - 최승찬 역
- 2018년 SBS 《그녀로 말할 것 같으면》 - 한희영 역
- 2018년 SBS 《서른이지만 열일곱입니다》

### 영화
- 《나만 보이니》 (2021년) - 장근 역
- 《브라더》 (2021년) - 신강수 역
- 《오! 마이 고스트》 (2022년) - 변태민 역
- 《나는 여기에 있다》 (2022년) - 김규종 역
- 《리바운드》 (2023년) - 배규혁 역

### 뮤직 비디오
- 2009년 에이트(8Eight) - 잘가요 내사랑
- 2011년 지나(G.NA) - Black & White

## 수상 내역
- 2015년
  - SBS 연예대상 베스트 챌린지상 (정글의 법칙)